# Michael Winslow
Michael Leslie Winslow (* 6. září 1958 Spokane, Washington) je americký komik, herec a beatboxer, pro svou schopnost přezdívaný „Muž 10 tisíc zvuků“ (The Man of 10,000 Sound Effects). Nejvíce se proslavil rolí kadeta (později seržanta) Larvella Jonese v sérii Policejní akademie.

## Život a kariéra
Vyrůstal na Fairchildově letecké základně ve státě Washington. Měl v dětství málo kamarádů, tak se bavil napodobováním nejrůznějších zvuků – zvířat, strojů, lidského těla, čehokoliv. Dosáhl takové dokonalosti, že po střední škole začal vystupovat v klubech a nakonec si vydělal dost peněz na přestěhování do Hollywoodu.
Od roku 1980 se objevoval ve filmech v malých rolích nebo jako dabér animovaných postav. Mezi hvězdy prorazil roku 1984 komedií Policejní akademie, kde ztvárnil kadeta Larvella Jonese, schopného napodobit jakýkoli zvuk včetně helikoptéry nebo kulometné palby, a také zdatného karatistu. Winslow se stal jednou ze stálic série a jedním z pouhých tří herců, kteří účinkovali ve všech sedmi dílech. Jako host si zahrál také v polovině epizod navazujícího seriálu.
Winslow své umění uplatnil i na poli počítačových her a později různých mobilních aplikací, které používají paletu jím vytvořených zvuků a imitací. Roku 2010 uvedl vlastní aplikace pro iPhone a iPod Touch.